# Chrysosplenium oppositifolium
Espèce
Classification phylogénétique
Statut de conservation UICN

 LC  : Préoccupation mineure

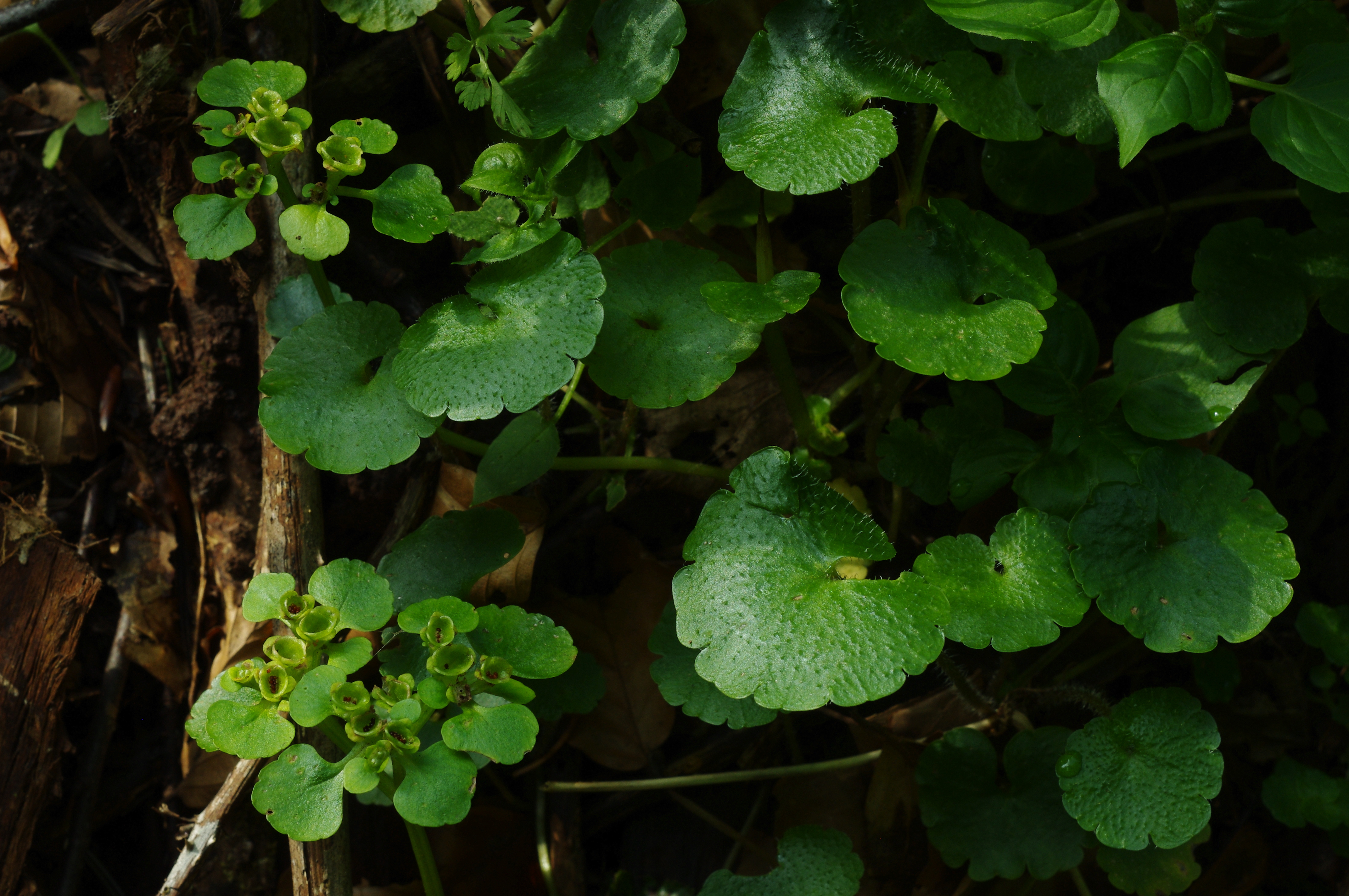

La Dorine à feuilles opposées (Chrysosplenium oppositifolium) est une espèce végétale appartenant au genre Chrysosplenium et à la famille des Saxifragaceae.

## Confusion possible
Ses principales différences avec Chrysosplenium alternifolium sont ses feuilles opposées : elles se font face 2 par 2 le long de la tige, d'où son nom de "oppositifolium" et sa plus petite taille, maximum 15 cm de hauteur.

## Répartition
Bois humides de la moitié est de la France, depuis le Calvados, le Massif Central et les Pyrénées Orientales
.

## Statut de protection
La Dorine à feuilles opposées est une plante protégée en Centre-Val de Loire.